# Серафим Папакостас
Серафим (на гръцки: Σεραφείμ) е гръцки духовник, костурски митрополит от 1996 до 2020 година.

## Биография
Роден е като Йоанис Папакостас (Ιωάννης Παπακώστας) в село Агнандеро, Тесалия в 1959 г. Завършва богословие в Атинския университет в 1986 г.
На 16 октомври 1983 е хиротонисан за дякон, а на 4 януари 1987 г. за презвитер. Работи в Атинската архиепископия като директор на отдела за младежта, началник на протокола, а от 1990 година като секретар. Ръкопоположен е за костурски митрополит на 5 октомври 1996 г.
Умира от COVID-19 в Солун на 29 декември 2020 г.